# Юзеф Тішнер
Юзеф Станіслав Тішнер (пол. Józef Tischner; 12 березня 1931, Старий Сонч — 28 червня 2000, Краків) — польський католицький священник та філософ. Кавалер вищої нагороди Польщі — Ордену Білого Орла.

## Біографія

### Молодість
Дитинство провів у Лопушній, де його батько Юзеф керував школою, а мати Вероніка з дому Хованець. Після закінчення ліцею в Новому Торзі в 1949 р. вирішив вступити до семінарії. Батько був проти, вважаючи що «Юзеф ще молодий».

### Освіта і робота
Через рік Юзеф Тішнер вивчав право на Ягеллонському університеті Кракова. В 1950—1955 роках навчався на Теологічному факультеті ЯУ. Закінчив також Вищу духовну семінарію Краківської архієпархії, висвятився на священника 26 червня 1955 року. Продовжив навчання на Факультеті філософії Християнської академії католицької теології у Варшаві, а з 1957 року на Філософсько-історичному факультеті ЯУ. В 1959 році захистив магістерську, а в 1963 році докторську (Ph. D) роботу «Трансцендентальне я в філософії Едмунда Гуссерля».
Восени 1968 року вперше виїздить за кордон, на річну стипендію до Левена. В результаті постала робота «Студії з теорії свідомості (Феноменологія еготичної свідомості)», котра лягла в основу захищеного ним в 1974 році докторату.
З 1982 року кілька разів очолював Філософський факультет Папської теологічної академії у Кракові, багаторічним Головою Інституту гуманітарних досліджень у Відні. Був почесним доктором Лодзького університету та Вищої педагогічної школи у Кракові. Викладав курс «Філософія драми» в Державній вищій театральній школі у Кракові. Був членом Collegium Invisibile.

### Філософські погляди
В 1970-х роках став відомою постаттю в інтелектуальному житті Польщі. Дискутував із класичними філософами епохи Просвітництва та екзистенціалістами, запровадив поняття «я аксеологічне». Розпрацьовував поняття свідомості та свободи. В 1970 році представив описання «я як елементарної цінності», протиставляючись гуссерлівській концепції «я трансцендентального». Цим самим, залишаючись в рамках феноменологічної традиції, ступив на власну стежку філософських роздумів, що допровадила його пізніше до філософії драми та метафізики добра.
У есе «Занепад томістичного християнства» (1970) почав дискусії із томізмом, закидаючи йому ідеологізацію віри. В 1979 році написав книгу «Польський кшталт діалогу», полемізуючи також із марксизмом.
У статтях, зібраних під титулами «Нещасний дар свободи» (1993), «В країні хворобливої уяви» (1997) та «Ксьондз на манівцях» (1999) висловлював свої погляди в питанні побудови нового суспільного та політичного ладу, але передусім етичного. Продовжував також суто філософські пошуки. Найбільш знаними його працями є «Філософія драми» (1990) та «Суперечка про існування людини» (1998).

### Політичні погляди та суспільні зв'язки
З 1980 року висловлює свої симпатії до руху «Солідарність». Виступаючи з казанням перед головами професійних спілок в жовтні 1980 року сказав: «Несіть один одного вагу солідарності, найглибша солідарність то солідарність совісті». Після цього виступу публікує низку трактатів в католицькому тижневику «Tygodnik powszechny», виданих пізніше книгою «Етика Солідарності» (1981). Вважався за одного зі священників «Солідарності» (його казання було прочитане також на І З'їзді Солідарності та увійшло до його офіційного збірника документів).
Як уродженець Підгалля (землі польських гуралів), з 1980 року є також капеланом Союзу підгалян та ставить собі завданням «скристалізувати ідею гуральщини». Підтримував розвиток гуральської культури, виголошував проповіді гуральською говіркою.

### Смерть та пам'ять
Помер в 2000 році від раку гортані. Похований у Лопушній. Після його смерті папа Іван Павло ІІ написав у телеграмі: «…був людиною Церкви, занепокоєною завжди тим, аби у захисті правди не згубити з очей людину». З 2001 року місячник та видавництво «Znak» присуджують нагороду його імені. Віденський Інститут гуманітарних досліджень з 2003 року надає польським молодим науковцям стипендію імені Юзефа Тішнера. З 2003 року у Кракові діє Фонд «Інститут думки Юзефа Тішнера», що має на меті охорону та поширення інтелектуального доробку свого патрона та творче продовження найважливіших досягень його філософії.

## Публікації про Тішнера
Боновіч В. Капелюх на воді. Розповіді про отця Тішнера. — К.: Грані-Т, 2013. — 296 с.